# Rivière aux Chiens (rivière des Mille Îles)
Pour les articles homonymes, voir Rivière aux Chiens.
Ne doit pas être confondu avec Rivière aux Chiens (Côte de Beaupré).
La rivière aux Chiens est un affluent de la rivière des Mille Îles, coulant sur la rive nord du fleuve Saint-Laurent, dans la  région administrative Les Laurentides, au sud-est du Québec, au Canada. Cette rivière traverse les municipalités régionales de comté (MRC) de :
- Mirabel ;
- Thérèse-De Blainville : villes de Boisbriand, Sainte-Thérèse-de-Blainville, Rosemère, Blainville et Lorraine.

## Géographie
La partie supérieure (en amont) vers l'est de cette rivière traverse une plaine agricole entre le village de Saint-Augustin (Mirabel) et le centre urbain de Sainte-Thérèse-de-Blainville. Elle délimite en grande partie la limite des régions administratives de Mirabel et Boisbriand. Elle traverse par la suite le centre-ville de Sainte-Thérèse-de-Blainville où elle est complètement canalisée entre les rues Turgeon et St Joseph, au niveau de la rue Roux. Elle suit son cours en longeant l'autoroute 640 vers le nord-est tout en agissant comme frontière entre Sainte-Thérèse-de-Blainville et Rosemère. L'aval de la rivière se situe dans la ville de Lorraine,  elle traverse le Club de Golf Lorraine pour ensuite traverser le Parc Riverain du Domaine Garth et se déverser dans la Rivière des Mille-Îles.
La rivière aux chiens prend sa source entre la Montée Sainte-Mariane et la Montée Sainte-Henriette dans Mirabel. Cette source est située à :
- 4,3 km au sud-ouest de l'autoroute 15 ;
- 9,0 km au sud-est de l'aérogare de l'aéroport de Mirabel ;
- 8,0 km au nord-ouest de la rivière des Mille Îles ;
- 12,2 km à l'ouest de la confluence de la rivière aux Chiens.

Parcours de la rivière
À partir sa source, la rivière aux Chiens coule sur 17,0 km, selon les segments suivants :
- 1,1 km vers le sud-est dans Mirabel, jusqu'à la limite la ville de Sainte-Thérèse-de-Blainville ;
- 4,5 km vers l'est, jusqu'au pont de l'autoroute 15 ;
- 5,9 km vers l'est, en traversant le centre urbain de Sainte-Thérèse-de-Blainville, jusqu'à la limite de la ville de Rosemère ;
- 1,5 km vers le nord-est, jusqu'au pont de l'autoroute 640 ;
- 2,5 km vers l'est, jusqu'à la limite de Lorraine ;
- 1,5 km vers le sud-est, jusqu'à la confluence de la rivière[2].

La confluence de la rivière aux Chiens se déverse sur la rive nord de la rivière des Mille Îles, soit à limite de Rosemère et de Lorraine et à 0,5 km en amont de l'île Garth.

## Toponymie
Le toponyme Rivière aux Chiens traduit l'importance que les familles rurales accordaient aux chiens, comme animal domestique. Sur les fermes laitières, le chien avait une grande utilité notamment pour la sécurité, le déplacement des troupeaux de vaches, la chasse et l'attelage.
Le toponyme rivière aux Chiens a été officialisé le 5 décembre 1968 à la Banque des noms de lieux de la Commission de toponymie du Québec.